# Mest värdefulla spelare

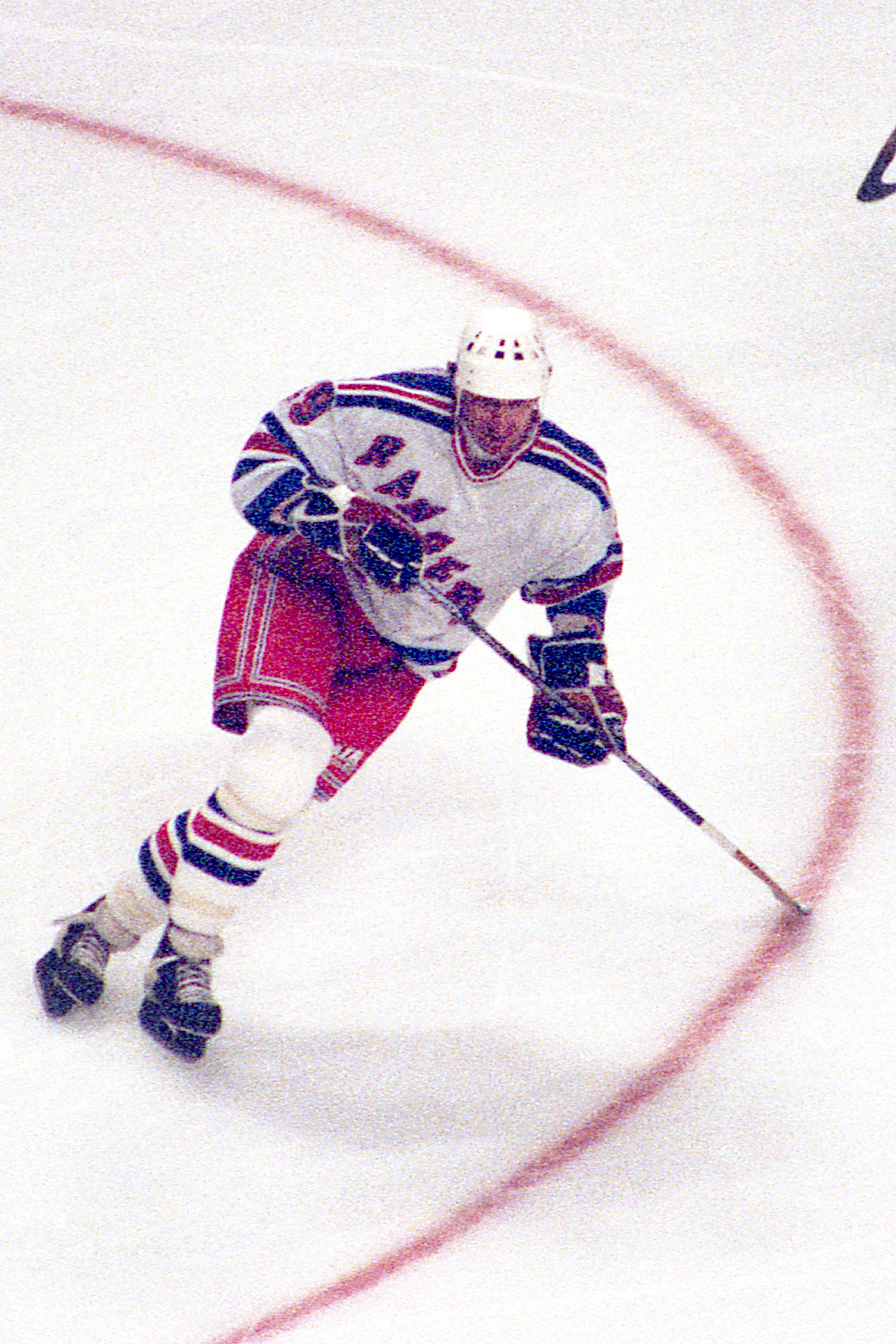
Wayne Gretzky belönades nio gånger med Hart Memorial Trophy som mest värdefulle spelaren under grundserien i National Hockey League.

Mest värdefulla spelare, på engelska Most Valuable Player, MVP, är ett pris som utdelas i en del sporter till den eller de spelare som ansetts ha varit särskilt värdefulla i en match eller över en serie matcher. Spelaren är den viktigaste spelaren i sitt lag men inte nödvändigtvis den som individuellt varit mest framgångsrik. Titeln är särskilt vanlig i amerikanska sporter.

## Icke-sportsammanhang
MVP används utanför sportens värld i överförd bemärkelse. Till exempel kan "P" i "MVP" betyda något annat än "Player". Microsoft använder MVP som förkortning för Most Valuable Professional, som tilldelas personer med erkänd expertkunskap inom en eller flera av Microsofts produkter, eller vilka aktivt deltar i aktiviteter, online som offline, för att dela med sig av sin kunskap till andra kunder.